# Deyme
Deyme es una comuna francesa de 874 habitantes situada en el departamento de Alto Garona en la región de Mediodía-Pirineos.

## Demografía
| 335                       | 353 | 334 | 363 | 368 | 389 | 385 | 384 | 350 | 358 | 310 | 293 | 278 | 277 | 279 | 257 | 258 | 250 | 214 | 214 | 193 | 187 | 170 | 197 | 219 | 233 | 164 | 193 | 260 | 430 | 652 | 835 | 874 |
| (Fuente: INSEE y Cassini) |     |     |     |     |     |     |     |     |     |     |     |     |     |     |     |     |     |     |     |     |     |     |     |     |     |     |     |     |     |     |     |     |